# Silent-Man
Emmanuel Freeman (Monrovia, Liberia), alias Silent-Man, is een muziekproducent, songwriter en componist. Hij groeide op in Amsterdam en begon op jonge leeftijd met muziekproductie. Zijn oeuvre heeft de status van diamant, dubbel platina en platina en de hoogste posities in de Nederlandse Top 40, Single Top 100, Spotify Global Top 50 en iTunes charts behaald. Daarnaast heeft zijn werk prestigieuze prijzen opgeleverd, waaronder de TMF Awards, MOBO Awards en Edison.
Naast zijn werk als producent is hij oprichter van het publishingfonds en productiebedrijf Noise Art Music & Entertainment. Tegenwoordig staat hij bekend om zijn genre-overstijgende producties en samenwerkingen met zowel Nederlandse als internationale artiesten.

## Levensloop
Silent-Man werd geboren in Monrovia, Liberia en verhuisde op jonge leeftijd naar Amsterdam. Al vroeg ontwikkelde hij een passie voor muziek, wat hem leidde naar de muziekindustrie. Zijn eerste professionele productie vond plaats in de jaren negentig, toen hij als tiener de intro produceerde voor een realityshow over het Americanfootballteam de Amsterdam Admirals.
In de vroege jaren 2000 sloot Silent-Man zich aan bij het producerscollectief The Beatkidz. In 2004 boekte hij zijn eerste grote successen met de productie van de hit Moppie van Lange Frans & Baas B, gevolgd door Ik ben je zat van Ali B en Brace. Deze vroege doorbraken markeerden het begin van zijn carrière en gaven hem de kans om samen te werken met een breed scala aan artiesten en bedrijven, waaronder Adje, McDonald's, Hef, Kempi, Lange Frans, Salah Edin, Willie Wartaal, Jayh Jawson, Architrackz, Fresku, Xander de Buisonjé en C1000.
In 2016 breidde Silent-Man zijn internationale bereik uit toen hij samenwerkte met Chris Brown en Kevin Gates. Hij produceerde de nummers Socialize en Save the Drama, die onderdeel waren van Brown’s mixtape. Later dat jaar werd Wasting Time door Chris Brown gepromoot tijdens zijn One Hell of a Nite Tour.
In 2018 behaalde Silent-Man opnieuw internationaal succes met de productie van het nummer C’est la vie (That’s life) voor Kwon Yu-ri, onderdeel van de ep The First Scene. De ep bereikte de eerste positie op de iTunes Album Chart in maar liefst veertien landen en kwam binnen op nummer tien in de Billboard World Albums en nummer twee in de Goan Album Chart.
Zijn grootste succes in Nederland kwam in 2021, toen Silent-Man de producer, componist en tekstschrijver was van de hit Ik ga zwemmen, uitgevoerd door Mart Hoogkamer. Het nummer behaalde de status van diamant en stond bovenaan de hitlijsten, waaronder de Nederlandse Top 40, Single Top 100 en verschillende andere Nederlandse hitlijsten. Het werd bovendien de meest bekeken muziekvideo van 2021 op YouTube.
Naast zijn werk als muziekproducent richtte Silent-Man in de loop der jaren Noise Art Music & Entertainment op, een publishingfonds en productiebedrijf dat zich in samenwerking met BMG focust op het ondersteunen en stimuleren van muzikale talenten.